# Nuno Mendes (voetballer)
Nuno Alexandre Tavares Mendes (Sintra, 19 juni 2002) is een Portugees voetballer die bij voorkeur als linksback speelt. Hij verruilde Sporting CP in de zomer van 2022 definitief voor Paris Saint Germain, dat hem het voorgaande seizoen al huurde. Mendes debuteerde in 2021 als international in het Portugees voetbalelftal.

## Clubcarrière

### Sporting CP
Mendes begon met voetballen bij Despertar en speelde acht seizoenen in de jeugdacademie van Sporting CP. Op 12 juni 2020 debuteerde hij in de Primeira Liga tegen Paços de Ferreira. In zijn debuutseizoen speelde hij negen competitieduels. Op 4 oktober 2020 maakte Nuno Mendes zijn eerste en enige competitietreffer tegen Portimonense SC. Dat seizoen was hij goed voor 35 wedstrijden in alle competities. Hij werd daarmee opgenomen in het Primeira Liga Team van het Jaar.

### Paris Saint-Germain
In de zomer van 2021 werd hij verhuurd aan Paris Saint-Germain, dat een optie tot koop had bemachtigd. Op 11 september maakte hij tegen Clermont Foot zijn debuut voor de club. Vier dagen later debuteerde hij in de Champions League tegen Club Brugge. Hij werd al snel de eerste linksback bij PSG. Aan het einde van het seizoen werd hij kampioen van Frankrijk en werd hij opgenomen in het Ligue 1-team van het jaar, samen met ploeggenoten Gianluigi Donnarumma, Marquinhos en Kylian Mbappé. PSG lichtte daarop de optie tot koop voor Mendes, die een contract tekende voor vier seizoenen tot de zomer van 2026.
Op 3 september 2022 scoorde hij tegen FC Nantes zijn eerste Ligue 1-doelpunt voor PSG. Zijn eerste Champions League-treffer volgde op 2 november tijdens de laatste groepswedstrijd tegen Juventus. Hoewel hij door het seizoen heen drie keer geblesseerd raakte, kwam hij tot 32 wedstrijden, twee goals en zeven assists voor PSG, zijn beste seizoen tot dan toe. Bovendien werd hij opnieuw kampioen en werd hij samen met ploeggenoten Achraf Hakimi, Lionel Messi en Mbappé opnieuw opgenomen in het Ligue 1-team van het jaar. Ook werd hij uitverkozen tot Talent van het Jaar. 
Het seizoen 2023/24 was Mendes grotendeels geblesseerd aan zijn hamstring, een blessure die hij in april van vorig seizoen opliep. Op 25 februari 2024 maakte hij na tien maanden blessureleed zijn rentree tegen Stade Rennais. Hij kwam daardoor slechts tot veertien wedstrijden dat seizoen.
Zijn beste seizoen tot dan toe beleefde Mendes in 2024/25, toen hij voor de vierde achtereenvolgende keer kampioen van Frankrijk werd. Hij speelde 24 wedstrijden in de competitie en was daarin goed voor twee goals en drie assists. Daarmee werd hij samen met acht ploeggenoten opgenomen in het Ligue 1-team van het jaar. Ook de Trophée des Champions, de Coupe de France en de Champions League werd gewonnen. In de finale van laatstgenoemde competitie werd Internazionale met liefst 5–0 verslagen. Mendes was goed voor vier goals en twee assists in de Champions League en werd daarmee opgenomen in het CL-Team van het Jaar, samen met ploeggenoten Donnarumma, Hakimi, Marquinhos, Vitinha, Désiré Doué en Ousmane Dembélé. Na het winnen van de CL deed PSG ook nog mee aan het WK voor clubs, waarin PSG de finale verloor van Chelsea. In totaal speelde Mendes dat seizoen 53 wedstrijden, waarin hij goed was voor zes goals en zes assists. Bovendien verlengde hij zijn contract met drie seizoenen tot de zomer van 2029.
Aan het begin van het seizoen 2025/26 stond Mendes in de basis tijdens de UEFA Super Cup tegen Europa League-winnaar Tottenham Hotspur. Na negentig minuten stond het 2-2 en werden er strafschoppen genomen. Nadat Vitinha (PSG), Micky van de Ven en Mathys Tel (Tottenham) hun strafschop gemist hadden, schoot Mendes de tiende en laatste strafschop binnen om Paris Saint-Germain de eerste prijs van het nieuwe seizoen te winnen.

## Clubstatistieken
| Seizoen        | Club                  | Competitie     | Competitie | Competitie | Competitie | Beker | Beker | Beker | Internationaal | Internationaal | Internationaal | Totaal | Totaal | Totaal |
| Seizoen        | Club                  | Competitie     | Wed.       | Dlp.       | Ass.       | Wed.  | Dlp.  | Ass.  | Wed.           | Dlp.           | Ass.           | Wed.   | Dlp.   | Ass.   |
| -------------- | --------------------- | -------------- | ---------- | ---------- | ---------- | ----- | ----- | ----- | -------------- | -------------- | -------------- | ------ | ------ | ------ |
| 2019/20        | Sporting CP           | Liga NOS       | 9          | 0          | 0          | 0     | 0     | 0     | 0              | 0              | 0              | 9      | 0      | 0      |
| 2020/21        | Sporting CP           | Liga NOS       | 29         | 1          | 1          | 4     | 0     | 1     | 2              | 0              | 0              | 35     | 1      | 2      |
| 2021/22        | Sporting CP           | Liga NOS       | 2          | 0          | 0          | 1     | 0     | 1     | 0              | 0              | 0              | 3      | 0      | 1      |
| Clubtotaal     | Clubtotaal            | Clubtotaal     | 40         | 1          | 1          | 5     | 0     | 2     | 2              | 0              | 0              | 47     | 1      | 3      |
| 2021/22        | → Paris Saint-Germain | Ligue 1        | 27         | 0          | 1          | 2     | 0     | 1     | 8              | 0              | 0              | 37     | 0      | 2      |
| 2022/23        | Paris Saint-Germain   | Ligue 1        | 23         | 1          | 6          | 3     | 0     | 0     | 6              | 1              | 0              | 32     | 2      | 7      |
| 2023/24        | Paris Saint-Germain   | Ligue 1        | 6          | 1          | 1          | 3     | 0     | 0     | 5              | 0              | 0              | 14     | 1      | 1      |
| 2024/25        | Paris Saint-Germain   | Ligue 1        | 24         | 2          | 3          | 6     | 0     | 1     | 23             | 4              | 2              | 53     | 6      | 6      |
| 2025/26        | Paris Saint-Germain   | Ligue 1        | 0          | 0          | 0          | 0     | 0     | 0     | 1              | 0              | 0              | 1      | 0      | 0      |
| Clubtotaal     | Clubtotaal            | Clubtotaal     | 80         | 4          | 11         | 14    | 0     | 2     | 43             | 5              | 2              | 137    | 9      | 16     |
| Carrièretotaal | Carrièretotaal        | Carrièretotaal | 120        | 5          | 12         | 19    | 0     | 4     | 45             | 5              | 2              | 184    | 10     | 19     |

## Interlandcarrière
Mendes debuteerde op 24 maart 2021 voor Portugal in het WK-kwalificatieduel tegen Azerbeidzjan, dat met 1–0 gewonnen werd. Hij zat in datzelfde jaar in de Portugese selectie voor het EK 2020, maar kwam op het toernooi niet in actie. Portugal werd in de achtste finales uitgeschakeld door België. In november 2022 werd Mendes ook geselecteerd voor het WK 2022 in Qatar. Op dit toernooi kwam hij enkel in actie in de groepswedstrijd tegen Uruguay, maar nog voor de rust raakte hij geblesseerd. Portugal werd in de kwartfinales uitgeschakeld door Marokko. 

### EK 2024
Mendes werd op 21 mei 2024 door bondscoach Roberto Martínez opgenomen in de Portugese selectie voor het EK 2024 in Duitsland. Portugal won een groep met Tsjechië, Turkije en Georgië, schakelde in de achtste finales Slovenië uit en verloor in de kwartfinales op strafschoppen van Frankrijk. Mendes kwam op het toernooi enkel tegen Georgië niet in actie en benutte zijn strafschop in de penaltyreeks tegen Frankrijk.
Nadat hij in de groepsfase van de Nations League 2024/25 goed was voor vier assists in zes groepswedstrijden en doorging naar de finales van de Nations League, was hij in de kwartfinale tegen Denemarken en de halve finale tegen Duitsland opnieuw goed voor twee assists. Hij scoorde in de finale zijn eerste doelpunt voor Portugal tegen Spanje, die eindigde in 2-2 en dus strafschoppen. Hij scoorde in die reeks de vierde strafschop. Mendes zag daarna Spanjaard Álvaro Morata missen en ploeggenoot Rúben Neves de beslissende strafschop scoren. Daarmee won Portugal voor de tweede keer de Nations League.

## Erelijst
| Competitie            | Aantal            | Jaren                              |
| Sporting Lissabon     | Sporting Lissabon | Sporting Lissabon                  |
| --------------------- | ----------------- | ---------------------------------- |
| Primeira Liga         | 1x                | 2020/21                            |
| Taça da Liga          | 1x                | 2020/21                            |
| Paris Saint-Germain   |                   |                                    |
| Ligue 1               | 4x                | 2021/22, 2022/23, 2023/24, 2024/25 |
| Coupe de France       | 2x                | 2023/24, 2024/25                   |
| Trophée des Champions | 3x                | 2023, 2024, 2025                   |
| UEFA Champions League | 1x                | 2024/25                            |
| UEFA Super Cup        | 1x                | 2025                               |
| Portugal              |                   |                                    |
| UEFA Nations League   | 1x                | 2024/25                            |

### Persoonlijk
- Primeira Liga Team van het Jaar: 2020/21
- Ligue 1 Team van het Jaar: 2021/22, 2022/23, 2024/25
- Ligue 1 Talent van het Jaar: 2022/23
- Champions League Team van het Jaar: 2024/25